# Vadászetikett
A vadászetikett vagy a magyar vadászat etikettje a vadászias viselkedési szabályok gyűjteménye, a vadászat illemtana, amely tartalmazza az általános magatartáskultúra szabályait, illetve a vadásziasságot meghatározó külön szabályokat. A kulturált viselkedésre, öltözködésre, beszédre vonatkozik, ami a vadászatban is éppen annyira fontos, mint az élet minden területén. A vadászat dolgaiban segíti elő a tájékozódást, könnyíti meg az eligazodást, egyfajta iránytűként szolgál a vadászok számára. Ezek a szabályok a közmegegyezésen alapulnak, betartásukért nem jár sem jutalom, se büntetés – mégis kötelezőek a magukat kulturált, igazi vadásznak tartók számára. A szabályokat a Vadászati Kulturális Egyesület gyűjtötte össze és rendszerezte 2001-ben, majd 2008-ban másodszorra jelent meg, immáron a Cseke Sándor által szerkesztett Vadászlap Kft. kiadásában, a vadászias viselkedés iránt megnövekedett igény teljesítése, a vadászati hagyományok betartása érdekében, valamint a vadászok számának folyamatos növekedése miatt.

## Eredete
A vadászatnak, ami a legősibb emberi tevékenységek egyike, mindig voltak szabályai. Már az ősember is megszabta, hogy ki végezheti a vadászatot és mennyi állatot ejthet el egyszerre. A történelem folyamán igen sokszínű vadászati kultúra alakult ki és a speciálisan vadászatra vonatkozó szabályok is fokozatosan fejlődtek. A modern világban a vadászat ellentmondásos tevékenységnek számít, hiszen számos faj végveszélybe kerülését akadályozza meg, ugyanakkor veszélyforrás is. A vadászatot a jog engedélyezi és az etika fogadtatja el. Az élet e sajátos területének tehát külön rá vonatkozó jogokkal, törvényekkel és saját etikai rendszerrel, erkölccsel kell rendelkeznie. A vadászati kultúra és a civilizáció fejlődésével párhuzamosan alakult ki a vadászat etikai szabályainak írott formája, a vadászetikett.

## Vadásziasság fogalma
Vadászias mindaz a tárgy vagy eszköz, történés vagy cselekedet, viselkedés vagy magatartás, amelyet az igaz vadászok többsége a vadászat életformájához tartozónak fogad el. Ez az életforma egy fogalom-, és képzetrendszer, amely a vadász tudásától, szakmai felkészültségétől és emberi tartásától függ, ugyanakkor a vadász-szokásokon és hagyományokon alapul. A tanulás folyamatában alakul ki a vadászban, tehát a vadászat valódi értelme tanulható. A vadásziasság erény, megkülönböztetett érték egyéni és társadalmi szinten is.
Különböző alapelveken alapul, mint a természetért érzett felelősség elve, hozzáértés és szaktudás elve, az állatok méltóságának elve, az esélyadás (a vadnak), önmérséklet és önfegyelmezés elve, a hagyományápolás elve és a biztonság elve.

## Felépítése
A vadászetikett a szabályokat két oldalról közelíti meg. Egyfelől leírja, hogy az adott dolgokban, helyzetekben mit illik, másfelől pedig ezzel párhuzamosan azt is tisztázza, hogy mi az, amit nem illik ugyanabban a helyzetben tenni. Először az általános viselkedési szabályokat veszi sorra, majd külön tárgyalja az egyéni és a társas vadászat szabályait, majd kitér a vadászavatásra, a vadász búcsúztatására, a vadászati közéletre, legvégül pedig a vadászkürtösök viselkedési szabályaira. 

### Általános szabályok
Az általános szabályok közé tartozik a vadászatra való meghívásra, és annak elfogadására vonatkozó szabályok, a pontosság, a köszönés és köszöntés illemszabályai (kalapemelés, kézfogás, szemkontaktus, stb.), a tegeződés kérdése: természetes a vadászok körében, de meg kell várni amíg az idősebb kezdeményezi, majd elfogadni; a bemutatkozás illemszabályai: például illetlen a címmel, ranggal, beosztással kérkedni, mert a vadászaton elvileg mindenki mindenkivel egyenlő; udvariasság: illik udvariasnak lenni, és nagyfokú udvariatlanság az elejtett vadat becsmérelni; tapintatosság, segítőkészség, hozzáértés, méltatlanok kizárása, öltözködés szabályai: hibátlan, az adott vadászati módnak megfelelő öltözet, hibátlan felszerelés: meg van szabva, hogy az adott vadászati mód esetén milyen felszerelés praktikus, valamint vadásziatlan dolog a vad esélyeit nagyon lecsökkenteni bizonyos eszközökkel; ékszerek és kitüntetések viselésének szabályai, tapsolás illemszabályai, az ajándékozás illemszabályai: például a vadászbabona szerint az egymásnak ajándékozott kés elvágja a barátságot. Ezért hát, ha egy vadásznak kést szeretnénk ajándékozni, egy szimbolikus összeget, általában 5-10 forintot el kell érte kérnünk. Szintén babonából nem kívánnak egymásnak a vadászok soha sok szerencsét, helyette a "Jó vadászatot!" kifejezés az elfogadott. Ezen kívül itt szerepelnek még a távcsövezés illemszabályai, a vad észlelésének jelzése: minden esetben jelezni kell; a fegyver használatának illemszabályai: a legfontosabb, hogy a puska csöve soha ne irányuljon emberre; mobiltelefon használatának illemszabályai, italfogyasztás és koccintás illemszabályai, a kommunikáció illemszabályai.

### Egyéni vadászat
A nem társaságban történő, egyéni vadászatnak is megvannak a szabályai. Fontos az útvonal megválasztása, annak figyelembevételével, hogy más vadászok is tartózkodhatnak a területen. A lövésben a mértékletesség elvét egyedül is illik betartani, épp úgy, mint társaságban. Az elejtett vadnak a végső tisztességet, a köszönetet és kiengesztelést fontos egyedül is megadni: ennek eszközei a töret, utolsó falat, kalap levétele.

### Társas vadászat
A társas vadászat a társaságban történő vadászat, amelynek esetében fokozottan tekintettel kell lenni másokra, és persze a vadra. Ide tartoznak a cserkészés illemszabályai, a lesen való viselkedés szabályai, a lövés előtti és utáni viselkedés szabályai, a vad birtokbavételének illemszabályai: mértékletesség elvének betartása, a találat helyére tiszteletadásból sebtöret helyezése, vad szájába utolsó falat helyezése, kalap levételével néma tiszteletadás a vadnak, kalaptöret viselése, a vadászat megköszönése; utánkeresés szabályai (vadászkutyával), a zsigerelés illemszabályai, a barkácsolás szabályai, a vendéglátó és a vadászvendég viselkedésének szabályai, a trófeára vonatkozó illemszabályok: legfontosabb, hogy a vadnak kijáró tisztelettel bánjunk vele, becsüljük meg és kezeljük megfelelően; eligazítás szabályai, lőállások és helyek szétosztására vonatkozó szabályok, a hajtásban való viselkedés szabályai, kutyás vadászat vadászias viselkedési szabályai.

#### Teríték
Minden társas vadászat végén – az eredménytől függetlenül – illik terítéket készíteni, melynek megvannak a maga előírásai az egyes vadfajokra vonatkozólag. Mindig természetes környezetben kell elkészíteni és kidíszíteni ágakkal, máglyákkal. Minden résztvevőnek megvan a megszabott helye a teríték körül. Itt történik meg a vad végtisztességének megadása, az avatási ceremónia, ha a vadász az elejtett vadból élete első vadját ejti el, a kompetenciaosztás annak szabályai szerint, valamint itt van lehetősége a vadásznak az elejtett vad fotózására, de csak az elejtőnél lehet puska, akinek a vad mögé kell térdelnie és a vadat csak a nem felnyitott oldala felől illik fotózni. Az elejtő legfeljebb a puskáját támaszthatja a vadra. A kép témája maga a vad. A terítéken fekvő vadakat illetlen átlépni és lábbal "illetni".
A teríték mellett a kürtösök eljátsszák a vad halálát jelentő kürtjeleket. A vadászkürtösök viselkedési szabályaira külön kitér az etikett.

### Egyéb
Végül a vadászetikettben még szerepelnek a vadászias vadászavatás szabályai, az új vadászok fogadalomtételére vonatkozó szabályok, a vadász búcsúztatásának illeme: ha befejezi a vadászatot, valamint a vadász temetése esetén; illetve a vadászias és vadásziatlan meghatározása a vadászati közéletben.